# Milica Pavlović
Milica Pavlović (Einsiedeln, 11. kolovoza 1991.) srbijanska je pjevačica rodom iz Švicarske. Popularnost je stekla 2011. godine sudjelovanjem u natjecanju Zvezde Granda. Izdala je pet studijskih albuma i jedan EP.

## Životopis

### Rani život (1991. — 2010.)
Rođena je u Einsiedelnu 1991. godine. Nakon rastave roditelja, seli se u Gornji Bunibrod (blizu Leskovca) baki i djedu, gdje provodi djetinjstvo. Pjeva u dječjim natjecanjima i školskom zboru.
Završavila je Srednju glazbenu školu „Stanislav Binički“ u Leskovcu. Pritom upisuje Fakultet za kulturu i medije Megatrend fakulteta u Beogradu na kojem je diplomirala 2014. godine.
Usporedno sa srednjom školom, pohađa i „Školu pop glazbe Aleksandre Radović”. Nagrađena je pjesmom „Dođi“ te ima prvo medijsko pojavljivanje nastupom na Radijskom festivalu.

### Zvezde Granda, početak karijere (2011. – 2012.)
Na nagovor prijatelja, prijavljuje se na 6. sezonu natjecanja Zvezde Granda. 
Prolaskom u finale dobiva pjesmu „Tango“ i potpisuje ugovor s izdavačkom kućom Grand Production.

### Govor tela, Boginja, Zauvek(2014. — 2020.)
Izdavanjem singla „Sexy Senorita“ dobiva novi nadimak te ima prekretnicu u karijeri. Godine 2014. izdaje svoj prvi studijski album, Govor tela. Na Oskaru popularnosti osvaja nagradu za album godine.
Godine 2016. izdaje svoj drugi studijski album, Boginja. Na albumu se istakla pjesma „Mogla sam“ koja na Youtubeu ima preko 80 milijuna pregleda.
Kreće surađivati s grčkim producentom Phoebusom te izdaje album Zauvek. Kao zahvalu za 500 milijuna pregleda na Youtubeu, organizira nastup „Zauvek Medley“.
Početkom 2019. godine, Milica postaje ambasador Deichmanna za Srbiju te Bosnu i Hercegovinu.
Od 2018. do 2020. godine, bila je gošća na koncertima Marije Šerifović, Cece Ražnatović, Ane Bekute te Jelene Karleuše.

### Pevačica, Posesivna(2021. — 2022.)
Godine 2021., Milica glumi glavnu ulogu u srbijanskoj seriji Pevačica.
Dana 11. travnja 2022., izdaje novi album, Posesivna. Prekida ugovor s Grandom te osniva svoju diskografsku kuću, Senorita Music. Album je imao televizijsku premijeru te je uveliko promoviran po medijima. Milica održava svoj prvi solistički koncert u dvorani Čair, u Nišu.
Pjesma „Provereno“ stekla je milijune pregleda na Youtubeu. Pjevačica Ana Nikolić optužila je Milicu za krađu pjesme. Milica je te tvrdnje negirala, iznijela dokaze o autorskim pravima te tužila pjevačicu.

### Lav, EP, turneja
Nastupom na MAC-u 2023. godine najavljuje novi album, Kučketina. Album je ugledao svjetlost dana u svibnju iste godine, no pod nazivom Lav. Izdavanjem albuma kreće na istoimenu turneju po Srbiji i susjedstvu.
Godine 2024., kao zahvalu za milijardu pregleda na Youtubeu, izdaje EP Milijarda te kompilaciju svih svojih spotova.

## Diskografija

### Albumi
- Govor tela (2014.)
- Boginja (2016.)
- Zauvek (2018.)
- Posesivna (2022.)
- Lav (2023.)

### EP-ovi
- Milijarda (2024.)

### Singlovi
- „Dođi“ (2010.)
- „Čili, čili“ (2012.) - s Dejanom Matićem
- „Sexy Senorita“ (2013.)
- „Alibi“ (2014.), s Neshom
- „Demantujem“ (2015.)
- „Selfie“ (2015.)
- „La Fiesta“ (2016.)
- „Ljubi, ljubi“ (2016.)
- „Još se branim ćutanjem“ (2016.), s Alenom Islamovićem
- „Detektiv“ (2016.)
- „Baja papaja“ (2016.)
- „Istanbul“ (2016.)
- „Dvostruka igra“ (2016.)
- „Operisan od ljubavi“ (2017.)
- „Status Quo“ (2020.)
- „Crna jutra (Balkan S&M)“ (2021.)
- „Dabogda propao“ (2021.)
- „Oko moje“ (2021.), sa Sašom Matićem
- „Venčanje“ (2023.)
- „Mashallah“ (2023.), s Jelenom Karleušom

### Kompilacije
- Milijarda Videography

## Filmografija
- Pevačica - Ivana Lazić (2021.)

## Glazbene ljestvice
| Naziv                 | Godina | Pozicija   | Album     |
| Naziv                 | Godina | CRO Billb. | Album     |
| --------------------- | ------ | ---------- | --------- |
| "Šećeru" (s Albinom)  | 2022.  | 5          | Posesivna |
| "Posesivna bivša"     | 2022.  | 25         | Posesivna |
| "Provereno"           | 2022.  | 1          | Posesivna |
| "Kučketina"           | 2023.  | 19         | Lav       |
| "Ilegala" (s Cobyjem) | 2023.  | 14         | Lav       |